# Les Mains dans les poches
Pour plus de détails, voir Fiche technique et Distribution.
Les Mains dans les poches (The Lords of Flatbush) est un film américain réalisé par Martin Davidson et Stephen Verona et sorti en 1974.

## Synopsis
Des jeunes d'un quartier de Brooklyn se réunissent et forment un gang. S'ils réussissent à affronter les problèmes ensemble plus facilement, ils doivent néanmoins surmonter de nouveaux obstacles.

## Fiche technique
Sauf indication contraire, les informations mentionnées dans cette section peuvent être confirmées par la base de données cinématographiques IMDb,  présente dans la section « Liens externes ».
- Titre français : Les Mains dans les poches
- Titre original : The Lords of Flatbush
- Réalisation : Martin Davidson et Stephen Verona
- Scénario : Martin Davidson, Gayle Gleckler et Stephen Verona, avec la participation de Sylvester Stallone pour les dialogues
- Musique : Joseph Brooks, Paul Jabara et Joseph Nicholas
- Photographie : Edward Lachman et Joseph Mangine
- Montage : Muffie Meyer et Stan Siegel
- Production : Stephen Verona
- Société de production : Ebbets Field
- Société de distribution : Columbia Pictures
- Budget : 380 000 $[1]
- Pays de production :  États-Unis
- Langue originale : anglais
- Format : Couleur - Mono - 35 mm - 1.85:1
- Genre : drame, romance
- Durée : 80 minutes
- Dates de sortie : 
  - États-Unis : 1er mai 1974
  - France : 23 août 1978

## Distribution
- Perry King (VF : François Leccia) : Chico Tyrell
- Sylvester Stallone (VF : Dominique Collignon-Maurin) : Stanley Rosiello
- Henry Winkler (VF : Bernard Murat) : Butchey Weinstein
- Paul Mace (VF : Alain Flick) : Wimpy Murgalo
- Susan Blakely (VF : Sylvie Feit) : Jane Bradshaw
- Maria Smith (VF : Catherine Lafond) : Frannie Malincanico
- Renee Paris (VF : Françoise Dorner) : Annie Yuckamanelli
- Paul Jabara : Crazy Cohen
- Bruce Reed : Mike Mambo
- Martin Davidson : M. Birnbaum
- Ruth Klinger (VF : Paule Emanuele) : Mme Tyrell
- Joan Neuman : Mlle Molina
- Frank Stiefel : Arnie Levine
- Joe Stern (VF : Jacques Balutin) : Eddie
- Bill Van Sleet (VF : William Sabatier) : M. Bradshaw
- Lou Byrne (VF : Nathalie Nerval) : Mme Bradshaw
- Margaret Bauer (VF : Marcelle Lajeunesse) : Nancy Bradshaw
- Antonia Rey : Mme Rosiello

## Accueil
Le film obtient un taux d'approbation de 64% sur le site Rotten Tomatoes, sur la base de quatorze critiques collectées et une moyenne de 5,6⁄10, tandis qu'il récolte un score de 53⁄100 sur le site Metacritic, basé sur six critiques collectées.
Quentin Tarantino a déclaré à propos qu'il s'agit d'« un très bon film... c'est la première fois qu['il a] été initié à l' esthétique du cinéma indépendant à petit budget new-yorkais ».
Au box-office, le film connaît un succès commercial en rapport à son coût de production, ayant rapporté, selon les sources, entre 4 et 16 millions de dollars de recettes. En France, il totalise 235 963 entrées.

## Anecdotes
- Le personnage de Chico devait initialement être incarné par Richard Gere, mais en raison d'une dispute durant le tournage avec Sylvester Stallone, Gere est renvoyé et le personnage est recasté et confié à Perry King[7].
- Le personnage campé par Henry Winkler influença fortement sa composition d'acteur pour son rôle qui restera le plus célèbre, celui d'Arthur « Fonzie » Fonzarelli dans Happy Days.
- Le film projeté durant la scène du drive-in est Tant qu’il y aura des hommes de Fred Zinnemann.
- Ray Sharkey effectue sa toute première apparition au cinéma en y interprétant le rôle d'un étudiant présent dans la classe au début du film.
- La scène des pigeons fut écrite par Sylvester Stallone, non crédité au générique.